# Tadeusz Olechowski
Tadeusz Olechowski (ur. 10 stycznia 1926 w Wilnie, zm. 4 stycznia 2001) – polski polityk okresu PRL, minister handlu zagranicznego w 1972, minister spraw zagranicznych w latach 1988–1989.

## Życiorys
Syn Aleksandra i Janiny. W 1948 ukończył studia na Wydziale Prawa Uniwersytetu Jagiellońskiego oraz Akademię Handlową w Krakowie. W latach 1948–1955 był pracownikiem Centrali Handlu Zagranicznego „Metalexport”. Członek Polskiej Zjednoczonej Partii Robotniczej od 1955. W 1955 był szefem Polskiej Misji Handlowej, a następnie attaché handlowym Ambasady PRL w Rangunie w Birmie. Po powrocie do Polski w 1957 został wicedyrektorem Centrali Handlu Zagranicznego „Metalexport”. W 1958 rozpoczął pracę jako wicedyrektor departamentu w Ministerstwie Handlu Zagranicznego. Od 1961 radca handlowy Ambasady PRL w Rzymie. W latach 1965–1969 był wiceministrem spraw zagranicznych, następnie ambasadorem we Francji (1969–1972 i 1976–1980). W 1972 objął stanowisko ministra handlu zagranicznego w rządzie Piotra Jaroszewicza. Lata 1974–1976 spędził w Egipcie jako ambasador. W latach 1983–1986 był ambasadorem w Niemczech Zachodnich, zaś od 25 stycznia 1990 do 21 lipca 1992 w Belgii.
Ponownie zajmował stanowisko wiceministra spraw zagranicznych w latach 1980–1983 i 1986–1988. W czerwcu 1988 zastąpił Mariana Orzechowskiego na stanowisku ministra spraw zagranicznych w rządzie Zbigniewa Messnera. Utrzymał stanowisko w gabinecie Mieczysława Rakowskiego (do sierpnia 1989).
Został odznaczony m.in. Krzyżem Kawalerskim i Komandorskim Orderu Odrodzenia Polski (1969) oraz Orderem Sztandaru Pracy II klasy oraz Złotym Medalem „Za zasługi dla obronności kraju” (1973).
Pochowany na cmentarzu Powązkowskim (kwatera 239-4-23).